# آسیب‌شناسی مولکولی
آسیب‌شناسی مولکولی (به انگلیسی: Molecular pathology) یک رشته نوظهور در آسیب‌شناسی است که بر روی بررسی و تشخیص بیماری از طریق معاینه مولکول‌ها در اندام‌ها، بافت‌ها یا مایعات بدن متمرکز است. آسیب‌شناسی مولکولی در برخی از جنبه‌های عملی با آسیب‌شناسی تشریحی و آسیب‌شناسی بالینی و همین‌طور زیست‌شناسی مولکولی، زیست‌شیمی، پروتئومیک و ژنتیک مشترک است و گاهی یک رشته «متقاطع» محسوب می‌شود. نکته مهم این است که تشخیص دقیق‌تر وقتی امکان‌پذیر است که براساس تغییرات ریخت‌شناختی بافت‌ها (آسیب‌شناسی تشریحی سنتی) و آزمایش‌های مولکولی انجام شود.